# Joan Leslie
Joan Leslie, właśc. Joan Agnes Theresa Sadie Brodel (ur. 26 stycznia 1925 w Detroit, zm. 12 października 2015 w Los Angeles) – amerykańska aktorka, popularna na początku lat 40. XX wieku.

## Kariera
Już jako kilkuletnia dziewczynka występowała ze swoimi dwiema siostrami tworząc trio The Brodel Sisters i tańcząc w wodewilach. W połowie lat 30. pracowała jako dziecięca modelka. W czasie jednych z występów wypatrzył ją łowca talentów z wytwórni MGM. W efekcie zagrała kilka epizodycznych ról filmowych. W 1940 roku podpisała kontrakt z wytwórnią Warner Bros. i zaczęła występować pod pseudonimem Joan Leslie. Swoje największe aktorskie sukcesy odniosła będąc jeszcze nastolatką. W 1941 roku jako 16-latka zagrała u boku Humphreya Bogarta w filmach High Sierra i Cyrkowe wozy. W tym samym roku wystąpiła w pierwszoplanowej roli w filmie Sierżant York, partnerując Gary'emu Cooperowi. W 1942 roku otrzymała kolejną główną rolę kobiecą w musicalu biograficznym Michaela Curtiza pt. Yankee Doodle Dandy (1942), w którym zagrała wspólnie z Jamesem Cagneyem. Zarówno Cooper jak i Cagney otrzymali za swoje kreacje Oscara. W 1943 roku ponownie zagrała pierwszoplanową rolę w filmie The Sky’s the Limit, tym razem partnerując Fredowi Astaire’owi. Był to właściwie jej ostatni aktorski sukces, później nie zagrała już żadnej ważnej roli. Na ekranie pojawiała się jeszcze do początku lat 90., jednak głównie w produkcjach telewizyjnych. Załamanie jej kariery spowodowane było zerwaniem przez nią kontraktu z wytwórnią Warner Bros. Aktorka zagrała także w kilku serialach występując gościnnie m.in. w Aniołkach Charliego (1976–81) i Napisała: Morderstwo (1984–96).

## Życie prywatne
Jej małżeństwo z lekarzem Williamem Caldwellem przetrwało 50 lat. W 2000 roku została wdową. Miała dwie córki bliźniaczki.

## Wybrana filmografia
- 1936: Dama kameliowa – Marie Jeanette
- 1939: Ukochany – łowczyni autografów
- 1940: Susan i Bóg – gość na przyjęciu
- 1940: Zagraniczny korespondent – siostra Johnny’ego
- 1941: High Sierra – Velma
- 1941: Cyrkowe wozy – Mary Coster
- 1941: Sierżant York – Gracie Williams
- 1942: Yankee Doodle Dandy – Mary Cohan
- 1943: To jest armia – Eileen Dibble
- 1943: The Sky’s the Limit – Joan Manion
- 1950: Zła od urodzenia – Donna Foster
- 1951: Człowiek w siodle – Laurie Bidwell